# Ligne de Caen à Rennes
La ligne de Caen à Rennes est une ligne commerciale de chemin de fer reliant la préfecture du Calvados et celle de l'Ille-et-Vilaine.

## Caractéristiques
Cette ligne utilise plusieurs infrastructures ferroviaires :
- de Caen à Lison
- de Lison à Dol-de-Bretagne
- de Dol-de-Bretagne à Rennes

## Histoire
- 4 août 1974 : le train Caen-Rennes devait ralentir pour prendre la courbe avant d'arriver en gare de Dol-de-Bretagne. Le mécanicien eut un malaise cardiaque, sa main se crispa sur le cerclo de la Vacma (veille automatique) et le dispositif ne put détecter l'incapacité du conducteur. Le train dérailla, causant le décès de 10 personnes[1].

## Description
Cette ligne comprend 41 gares dont 19 sont fermées.
- Caen
- Carpiquet (fermée)
- Bretteville - Norrey
- Audrieu
- Bayeux
- Crouay (fermée)
- Le Molay-Littry
- Lison
- Airel (fermée)
- La Meauffe (fermée)
- Pont-Hébert (fermée)
- Saint-Lô
- Canisy (fermée)
- Carantilly - Marigny (fermée)
- Cametours (fermée)
- Belval (fermée)
- Coutances
- Orval - Hyenville (fermée)
- Quettreville-sur-Sienne (fermée)
- Cérences (fermée)
- Hudimesnil (fermée)
- Folligny
- La Haye-Pesnel - La Lucerne (fermée)
- Montviron - Sartilly (fermée)
- Avranches
- Pontaubault (fermée)
- Servon - Tanis (fermée)
- Pontorson - Mont-Saint-Michel
- Pleine-Fougères (fermée)
- La Boussac (fermée)
- Dol-de-Bretagne
- Bonnemain
- Combourg
- Dingé
- Montreuil-sur-Ille
- Saint-Médard-sur-Ille
- Saint-Germain-sur-Ille
- Chevaigné
- Betton
- Pontchaillou
- Rennes

| Gare / PN                                                                       | Nom de la gare / numéro du PN | Communes                   | Localisation                | Gare ouverte / fermée aux voyageurs |
| ------------------------------------------------------------------------------- | ----------------------------- | -------------------------- | --------------------------- | ----------------------------------- |
| Début de l'itinéraire sur la ligne de Mantes-la-Jolie à Cherbourg               |                               |                            |                             |                                     |
| Gare                                                                            | Caen                          | Caen                       | 49° 10′ 36″ N, 0° 20′ 52″ O | Ouverte                             |
| Gare                                                                            | Carpiquet                     | Carpiquet                  | 49° 11′ 28″ N, 0° 26′ 54″ O | Fermée                              |
| Gare                                                                            | Bretteville - Norrey          | Saint-Manvieu-Norrey       | 49° 12′ 12″ N, 0° 30′ 45″ O | Ouverte                             |
| Gare                                                                            | Audrieu                       | Audrieu                    | 49° 12′ 59″ N, 0° 35′ 46″ O | Ouverte                             |
| Gare                                                                            | Bayeux                        | Bayeux                     | 49° 16′ 10″ N, 0° 41′ 53″ O | Ouverte                             |
| Gare                                                                            | Crouay                        | Crouay                     | 49° 15′ 31″ N, 0° 49′ 11″ O | Fermée                              |
| Gare                                                                            | Le Molay-Littry               | Le Molay-Littry            | 49° 14′ 57″ N, 0° 52′ 54″ O | Ouverte                             |
| Gare                                                                            | Lison                         | Moon-sur-Elle              | 49° 13′ 37″ N, 1° 03′ 02″ O | Ouverte                             |
| Suite de l'itinéraire sur la ligne de Lison à Lamballe                          |                               |                            |                             |                                     |
| PN                                                                              | PN 1                          | Airel                      | 49° 13′ 41″ N, 1° 04′ 21″ O |                                     |
| Gare                                                                            | Airel                         | Airel                      | 49° 13′ 07″ N, 1° 04′ 43″ O | Fermée                              |
| PN                                                                              | PN 2                          | Airel                      | 49° 13′ 05″ N, 1° 04′ 44″ O |                                     |
| PN                                                                              | PN 3                          | Airel                      | 49° 11′ 51″ N, 1° 05′ 32″ O |                                     |
| Gare                                                                            | La Meauffe                    | La Meauffe                 | 49° 10′ 22″ N, 1° 06′ 44″ O | Fermée                              |
| PN                                                                              | PN 4                          | La Meauffe                 | 49° 10′ 22″ N, 1° 06′ 45″ O |                                     |
| Gare                                                                            | Pont-Hébert                   | Pont-Hébert                | 49° 09′ 45″ N, 1° 07′ 36″ O | Fermée                              |
| Gare                                                                            | Saint-Lô                      | Saint-Lô                   | 49° 07′ 01″ N, 1° 06′ 00″ O | Ouverte                             |
| PN                                                                              | PN 12                         | Saint-Gilles               | 49° 05′ 29″ N, 1° 08′ 10″ O |                                     |
| PN                                                                              | PN 13                         | Saint-Gilles               | 49° 05′ 34″ N, 1° 09′ 13″ O |                                     |
| PN                                                                              | PN 14                         | Saint-Gilles               | 49° 05′ 21″ N, 1° 09′ 54″ O |                                     |
| Gare                                                                            | Canisy                        | Canisy                     | 49° 04′ 56″ N, 1° 10′ 30″ O | Fermée                              |
| PN                                                                              | PN 16                         | Canisy                     | 49° 04′ 42″ N, 1° 11′ 12″ O |                                     |
| PN                                                                              | PN 18                         | Quibou                     | 49° 04′ 25″ N, 1° 12′ 13″ O |                                     |
| PN                                                                              | PN 19                         | Quibou                     | 49° 04′ 22″ N, 1° 12′ 52″ O |                                     |
| PN                                                                              | PN 20                         | Quibou                     | 49° 04′ 16″ N, 1° 13′ 19″ O |                                     |
| PN                                                                              | PN 21                         | Quibou                     | 49° 04′ 05″ N, 1° 13′ 47″ O |                                     |
| PN                                                                              | PN 22                         | Carantilly                 | 49° 04′ 05″ N, 1° 14′ 36″ O |                                     |
| Gare                                                                            | Carantilly - Marigny          | Carantilly                 | 49° 04′ 05″ N, 1° 14′ 41″ O | Fermée                              |
| PN                                                                              | PN 23                         | Carantilly                 | 49° 04′ 02″ N, 1° 15′ 25″ O |                                     |
| PN                                                                              | PN 24                         | Carantilly                 | 49° 04′ 09″ N, 1° 16′ 02″ O |                                     |
| Gare                                                                            | Cametours                     | Cametours                  | 49° 04′ 05″ N, 1° 16′ 54″ O | Fermée                              |
| PN                                                                              | PN 25                         | Cametours                  | 49° 04′ 05″ N, 1° 16′ 55″ O |                                     |
| PN                                                                              | PN 27                         | Savigny                    | 49° 04′ 12″ N, 1° 18′ 30″ O |                                     |
| PN                                                                              | PN 28                         | Savigny                    | 49° 04′ 24″ N, 1° 19′ 21″ O |                                     |
| Gare                                                                            | Belval                        | Belval                     | 49° 04′ 24″ N, 1° 21′ 00″ O | Fermée                              |
| PN                                                                              | PN 29                         | Belval                     | 49° 04′ 24″ N, 1° 21′ 01″ O |                                     |
| PN                                                                              | PN 30                         | Belval                     | 49° 04′ 09″ N, 1° 21′ 59″ O |                                     |
| PN                                                                              | PN 32                         | Courcy                     | 49° 04′ 03″ N, 1° 22′ 51″ O |                                     |
| PN                                                                              | PN 33                         | Courcy                     | 49° 03′ 57″ N, 1° 23′ 20″ O |                                     |
| PN                                                                              | PN 34                         | Courcy                     | 49° 03′ 23″ N, 1° 23′ 41″ O |                                     |
| PN                                                                              | PN 35                         | Courcy                     | 49° 03′ 14″ N, 1° 24′ 05″ O |                                     |
| PN                                                                              | PN 36                         | Courcy                     | 49° 03′ 01″ N, 1° 24′ 47″ O |                                     |
| Gare                                                                            | Coutances                     | Coutances                  | 49° 02′ 34″ N, 1° 26′ 29″ O | Ouverte                             |
| PN                                                                              | PN 38                         | Orval sur Sienne           | 49° 00′ 54″ N, 1° 28′ 04″ O |                                     |
| PN                                                                              | PN 39                         | Orval sur Sienne           | 49° 00′ 38″ N, 1° 28′ 09″ O |                                     |
| PN                                                                              | PN 40                         | Orval sur Sienne           | 49° 00′ 06″ N, 1° 27′ 56″ O |                                     |
| Gare                                                                            | Orval - Hyenville             | Orval sur Sienne           | 48° 59′ 39″ N, 1° 27′ 41″ O | Fermée                              |
| PN                                                                              | PN 41                         | Orval sur Sienne           | 48° 59′ 27″ N, 1° 27′ 43″ O |                                     |
| PN                                                                              | PN 42                         | Quettreville-sur-Sienne    | 48° 59′ 04″ N, 1° 27′ 32″ O |                                     |
| PN                                                                              | PN 43                         | Quettreville-sur-Sienne    | 48° 58′ 42″ N, 1° 27′ 20″ O |                                     |
| PN                                                                              | PN 44                         | Quettreville-sur-Sienne    | 48° 58′ 30″ N, 1° 27′ 17″ O |                                     |
| PN                                                                              | PN 46                         | Quettreville-sur-Sienne    | 48° 58′ 09″ N, 1° 27′ 16″ O |                                     |
| Gare                                                                            | Quettreville-sur-Sienne       | Quettreville-sur-Sienne    | 48° 58′ 08″ N, 1° 27′ 16″ O | Fermée                              |
| PN                                                                              | PN 47                         | Quettreville-sur-Sienne    | 48° 57′ 09″ N, 1° 26′ 54″ O |                                     |
| PN                                                                              | PN 48                         | Quettreville-sur-Sienne    | 48° 56′ 35″ N, 1° 26′ 45″ O |                                     |
| PN                                                                              | PN 49                         | Cérences                   | 48° 56′ 09″ N, 1° 26′ 15″ O |                                     |
| PN                                                                              | PN 50                         | Cérences                   | 48° 55′ 58″ N, 1° 26′ 11″ O |                                     |
| PN                                                                              | PN 51                         | Cérences                   | 48° 55′ 36″ N, 1° 26′ 02″ O |                                     |
| PN                                                                              | PN 52                         | Cérences                   | 48° 55′ 14″ N, 1° 25′ 40″ O |                                     |
| Gare                                                                            | Cérences                      | Cérences                   | 48° 55′ 12″ N, 1° 25′ 38″ O | Fermée                              |
| PN                                                                              | PN 53                         | Cérences                   | 48° 54′ 31″ N, 1° 25′ 29″ O |                                     |
| PN                                                                              | PN 54                         | Cérences                   | 48° 53′ 35″ N, 1° 26′ 10″ O |                                     |
| PN                                                                              | PN 55                         | Cérences                   | 48° 53′ 17″ N, 1° 26′ 18″ O |                                     |
| PN                                                                              | PN 58                         | Hudimesnil                 | 48° 52′ 07″ N, 1° 26′ 23″ O |                                     |
| Gare                                                                            | Hudimesnil                    | Hudimesnil                 | 48° 52′ 06″ N, 1° 26′ 23″ O | Fermée                              |
| PN                                                                              | PN 59                         | Hudimesnil                 | 48° 51′ 43″ N, 1° 26′ 05″ O |                                     |
| PN                                                                              | PN 60                         | Le Loreur                  | 48° 51′ 23″ N, 1° 25′ 34″ O |                                     |
| PN                                                                              | PN 62                         | Saint-Sauveur-la-Pommeraye | 48° 50′ 48″ N, 1° 25′ 20″ O |                                     |
| Gare                                                                            | Folligny                      | Folligny                   | 48° 49′ 48″ N, 1° 24′ 26″ O | Ouverte                             |
| PN                                                                              | PN 66                         | Hocquigny                  | 48° 48′ 57″ N, 1° 23′ 28″ O |                                     |
| PN                                                                              | PN 68                         | La Haye-Pesnel             | 48° 48′ 07″ N, 1° 23′ 47″ O |                                     |
| PN                                                                              | PN 69                         | La Lucerne-d'Outremer      | 48° 47′ 46″ N, 1° 24′ 01″ O |                                     |
| Gare                                                                            | La Haye-Pesnel - La Lucerne   | La Lucerne-d'Outremer      | 48° 47′ 36″ N, 1° 24′ 05″ O | Fermée                              |
| PN                                                                              | PN 71                         | La Lucerne-d'Outremer      | 48° 47′ 04″ N, 1° 24′ 00″ O |                                     |
| PN                                                                              | PN 73                         | Sartilly-Baie-Bocage       | 48° 45′ 17″ N, 1° 24′ 37″ O |                                     |
| PN                                                                              | PN 74                         | Sartilly-Baie-Bocage       | 48° 44′ 55″ N, 1° 24′ 52″ O |                                     |
| Gare                                                                            | Montviron - Sartilly          | Sartilly-Baie-Bocage       | 48° 44′ 28″ N, 1° 25′ 18″ O | Fermée                              |
| PN                                                                              | PN 75                         | Lolif                      | 48° 44′ 17″ N, 1° 25′ 10″ O |                                     |
| PN                                                                              | PN 76                         | Lolif                      | 48° 44′ 05″ N, 1° 24′ 35″ O |                                     |
| PN                                                                              | PN 78                         | Lolif                      | 48° 43′ 49″ N, 1° 23′ 43″ O |                                     |
| PN                                                                              | PN 79                         | Lolif                      | 48° 43′ 37″ N, 1° 23′ 29″ O |                                     |
| PN                                                                              | PN 80                         | Lolif                      | 48° 43′ 02″ N, 1° 23′ 21″ O |                                     |
| PN                                                                              | PN 82                         | Marcey-les-Grèves          | 48° 41′ 56″ N, 1° 22′ 34″ O |                                     |
| PN                                                                              | PN 83                         | Avranches                  | 48° 41′ 28″ N, 1° 22′ 10″ O |                                     |
| Gare                                                                            | Avranches                     | Avranches                  | 48° 41′ 25″ N, 1° 22′ 12″ O | Ouverte                             |
| PN                                                                              | PN 85                         | Le Val-Saint-Père          | 48° 41′ 02″ N, 1° 22′ 33″ O |                                     |
| Gare                                                                            | Pontaubault                   | Le Val-Saint-Père          | 48° 38′ 21″ N, 1° 21′ 12″ O | Fermée                              |
| PN                                                                              | PN 88                         | Le Val-Saint-Père          | 48° 38′ 19″ N, 1° 21′ 11″ O |                                     |
| PN                                                                              | PN 90                         | Précey                     | 48° 37′ 03″ N, 1° 22′ 20″ O |                                     |
| PN                                                                              | PN 91                         | Précey                     | 48° 36′ 45″ N, 1° 23′ 15″ O |                                     |
| PN                                                                              | PN 92                         | Précey                     | 48° 36′ 40″ N, 1° 23′ 38″ O |                                     |
| PN                                                                              | PN 93                         | Servon                     | 48° 36′ 26″ N, 1° 24′ 42″ O |                                     |
| Gare                                                                            | Servon - Tanis                | Servon                     | 48° 35′ 47″ N, 1° 25′ 40″ O | Fermée                              |
| PN                                                                              | PN 94                         | Tanis                      | 48° 35′ 44″ N, 1° 25′ 43″ O |                                     |
| PN                                                                              | PN 95                         | Tanis                      | 48° 35′ 25″ N, 1° 26′ 02″ O |                                     |
| PN                                                                              | PN 98                         | Tanis                      | 48° 34′ 35″ N, 1° 26′ 46″ O |                                     |
| PN                                                                              | PN 99                         | Pontorson                  | 48° 34′ 15″ N, 1° 27′ 19″ O |                                     |
| PN                                                                              | PN 100                        | Pontorson                  | 48° 34′ 00″ N, 1° 27′ 43″ O |                                     |
| PN                                                                              | PN 101                        | Pontorson                  | 48° 33′ 51″ N, 1° 28′ 04″ O |                                     |
| PN                                                                              | PN 103                        | Pontorson                  | 48° 33′ 24″ N, 1° 29′ 07″ O |                                     |
| PN                                                                              | PN 104                        | Pontorson                  | 48° 33′ 13″ N, 1° 29′ 56″ O |                                     |
| Gare                                                                            | Pontorson - Mont-Saint-Michel | Pontorson                  | 48° 33′ 09″ N, 1° 30′ 18″ O | Ouverte                             |
| PN                                                                              | PN 105                        | Pontorson                  | 48° 33′ 09″ N, 1° 30′ 22″ O |                                     |
| PN                                                                              | PN 107                        | Pleine-Fougères            | 48° 32′ 35″ N, 1° 32′ 25″ O |                                     |
| PN                                                                              | PN 109                        | Pleine-Fougères            | 48° 32′ 13″ N, 1° 33′ 03″ O |                                     |
| PN                                                                              | PN 110                        | Pleine-Fougères            | 48° 32′ 00″ N, 1° 33′ 35″ O |                                     |
| PN                                                                              | PN 111                        | Pleine-Fougères            | 48° 31′ 50″ N, 1° 33′ 54″ O |                                     |
| Gare                                                                            | Pleine-Fougères               | Pleine-Fougères            | 48° 31′ 47″ N, 1° 33′ 58″ O | Fermée                              |
| PN                                                                              | PN 112                        | Pleine-Fougères            | 48° 31′ 34″ N, 1° 34′ 34″ O |                                     |
| PN                                                                              | PN 113                        | Pleine-Fougères            | 48° 31′ 35″ N, 1° 35′ 18″ O |                                     |
| PN                                                                              | PN 114                        | Pleine-Fougères            | 48° 31′ 35″ N, 1° 36′ 10″ O |                                     |
| PN                                                                              | PN 116                        | Pleine-Fougères            | 48° 31′ 26″ N, 1° 37′ 03″ O |                                     |
| PN                                                                              | PN 117                        | La Boussac                 | 48° 31′ 20″ N, 1° 37′ 35″ O |                                     |
| PN                                                                              | PN 118                        | La Boussac                 | 48° 31′ 15″ N, 1° 38′ 03″ O |                                     |
| PN                                                                              | PN 119                        | La Boussac                 | 48° 31′ 06″ N, 1° 38′ 54″ O |                                     |
| Gare                                                                            | La Boussac                    | La Boussac                 | 48° 31′ 00″ N, 1° 39′ 48″ O | Fermée                              |
| PN                                                                              | PN 120                        | La Boussac                 | 48° 31′ 00″ N, 1° 39′ 52″ O |                                     |
| PN                                                                              | PN 121                        | Epiniac                    | 48° 31′ 06″ N, 1° 40′ 50″ O |                                     |
| PN                                                                              | PN 122                        | Epiniac                    | 48° 31′ 21″ N, 1° 41′ 25″ O |                                     |
| PN                                                                              | PN 123                        | Epiniac                    | 48° 31′ 47″ N, 1° 42′ 17″ O |                                     |
| PN                                                                              | PN 127                        | Baguer-Pican               | 48° 32′ 42″ N, 1° 42′ 55″ O |                                     |
| PN                                                                              | PN 128                        | Baguer-Pican               | 48° 32′ 49″ N, 1° 43′ 16″ O |                                     |
| PN                                                                              | PN 130                        | Dol-de-Bretagne            | 48° 33′ 03″ N, 1° 44′ 19″ O |                                     |
| PN                                                                              | PN 131                        | Dol-de-Bretagne            | 48° 33′ 02″ N, 1° 44′ 38″ O |                                     |
| Suite et fin de l'itinéraire sur la ligne de Rennes à Saint-Malo - Saint-Servan |                               |                            |                             |                                     |
| Gare                                                                            | Dol-de-Bretagne               | Dol-de-Bretagne            | 48° 32′ 39″ N, 1° 45′ 00″ O | Ouverte                             |
| PN                                                                              | PN 29                         | Dol-de-Bretagne            | 48° 31′ 51″ N, 1° 45′ 37″ O |                                     |
| PN                                                                              | PN 28                         | Baguer-Morvan              | 48° 31′ 21″ N, 1° 46′ 08″ O |                                     |
| PN                                                                              | PN 27                         | Baguer-Morvan              | 48° 30′ 45″ N, 1° 46′ 28″ O |                                     |
| PN                                                                              | PN 26                         | Baguer-Morvan              | 48° 29′ 25″ N, 1° 46′ 41″ O |                                     |
| Gare                                                                            | Bonnemain                     | Bonnemain                  | 48° 28′ 35″ N, 1° 45′ 55″ O | Ouverte                             |
| PN                                                                              | PN 25                         | Bonnemain                  | 48° 27′ 57″ N, 1° 45′ 33″ O |                                     |
| PN                                                                              | PN 23                         | Lourmais                   | 48° 26′ 47″ N, 1° 44′ 39″ O |                                     |
| PN                                                                              | PN 22                         | Combourg                   | 48° 25′ 02″ N, 1° 43′ 45″ O |                                     |
| Gare                                                                            | Combourg                      | Combourg                   | 48° 24′ 58″ N, 1° 43′ 39″ O | Ouverte                             |
| PN                                                                              | PN 21                         | Combourg                   | 48° 23′ 58″ N, 1° 42′ 39″ O |                                     |
| PN                                                                              | PN 20                         | Lanrigan                   | 48° 23′ 25″ N, 1° 42′ 04″ O |                                     |
| PN                                                                              | PN 19                         | Dingé                      | 48° 22′ 27″ N, 1° 41′ 23″ O |                                     |
| PN                                                                              | PN 18                         | Dingé                      | 48° 21′ 30″ N, 1° 41′ 31″ O |                                     |
| Gare                                                                            | Dingé                         | Dingé                      | 48° 21′ 03″ N, 1° 41′ 09″ O | Ouverte                             |
| PN                                                                              | PN 17                         | Dingé                      | 48° 21′ 02″ N, 1° 41′ 09″ O |                                     |
| PN                                                                              | PN 15                         | Dingé                      | 48° 19′ 51″ N, 1° 40′ 58″ O |                                     |
| PN                                                                              | PN 14                         | Dingé                      | 48° 19′ 03″ N, 1° 40′ 42″ O |                                     |
| Gare                                                                            | Montreuil-sur-Ille            | Montreuil-sur-Ille         | 48° 18′ 27″ N, 1° 40′ 28″ O | Ouverte                             |
| PN                                                                              | PN 13                         | Montreuil-sur-Ille         | 48° 18′ 22″ N, 1° 40′ 26″ O |                                     |
| PN                                                                              | PN 12                         | Saint-Médard-sur-Ille      | 48° 17′ 45″ N, 1° 40′ 17″ O |                                     |
| Gare                                                                            | Saint-Médard-sur-Ille         | Saint-Médard-sur-Ille      | 48° 16′ 28″ N, 1° 40′ 05″ O | Ouverte                             |
| Gare                                                                            | Saint-Germain-sur-Ille        | Saint-Germain-sur-Ille     | 48° 14′ 22″ N, 1° 39′ 15″ O | Ouverte                             |
| PN                                                                              | PN 10                         | Saint-Germain-sur-Ille     | 48° 14′ 12″ N, 1° 38′ 55″ O |                                     |
| PN                                                                              | PN 9                          | Chevaigné                  | 48° 13′ 37″ N, 1° 38′ 17″ O |                                     |
| Gare                                                                            | Chevaigné                     | Chevaigné                  | 48° 12′ 31″ N, 1° 37′ 49″ O | Ouverte                             |
| PN                                                                              | PN 8                          | Betton                     | 48° 11′ 28″ N, 1° 37′ 27″ O |                                     |
| Gare                                                                            | Betton                        | Betton                     | 48° 10′ 53″ N, 1° 38′ 04″ O | Ouverte                             |
| PN                                                                              | PN 7                          | Betton                     | 48° 10′ 49″ N, 1° 38′ 06″ O |                                     |
| PN                                                                              | PN 6                          | Betton                     | 48° 10′ 16″ N, 1° 38′ 28″ O |                                     |
| PN                                                                              | PN 5                          | Betton                     | 48° 09′ 40″ N, 1° 38′ 49″ O |                                     |
| PN                                                                              | PN 4                          | Saint-Grégoire             | 48° 09′ 03″ N, 1° 39′ 19″ O |                                     |
| Gare                                                                            | Pontchaillou                  | Rennes                     | 48° 07′ 08″ N, 1° 41′ 28″ O | Ouverte                             |
| Gare                                                                            | Rennes                        | Rennes                     | 48° 06′ 11″ N, 1° 40′ 24″ O | Ouverte                             |